# Grant Thornton Tower
Il Grant Thornton Tower (precedentemente noto come Chicago Title & Trust Centre, chiamata anche 161 North Clark e talvolta Chicago Title Tower) è un grattacielo per uffici situato a Chicago progettato dalla Kohn Pedersen Fox Associates.

## Descrizione
L'edificio, di cinquanta piani, è alto 230,48 metri e fu completato nel 1992, sul sito della Greyhound Bus Station di Chicago.
Inizialmente, quando l'edificio era occupato dalla CT&T, venne chiamato 161 North Clark. Nel 2012, Grant Thornton International ha acquisito i diritti di denominazione dell'edificio, dandogli il nome attuale.